# Sự cố tràn dầu Norilsk 2020
Sự cố tràn dầu diesel Norilsk là một thảm họa công nghiệp gần Norilsk bắt đầu vào ngày 29 tháng 5 năm 2020 khi một bể chứa nhiên liệu tại Nhà máy Nhiệt điện số 3 của Norilsk-Taimyr (thuộc sở hữu của Nornickel) bị sụp đổ, làm tràn dầu vào con sông gần đó với khối lượng lên tới 21.000 mét khối (17.500 tấn) dầu diesel. Tổng thống Nga Vladimir Putin tuyên bố tình trạng khẩn cấp. Vụ tai nạn đã được mô tả là sự cố tràn dầu lớn thứ hai trong lịch sử Nga hiện đại.

## Nguyên nhân
Dầu diesel được sử dụng làm nhiên liệu dự phòng cho nhà máy nhiệt điện và than kết hợp đốt than Norilsk-Taimyr (NTEK). Một bể chứa nhiên liệu diesel đã sụp xuống khi lớp băng vĩnh cửu mà bể được xây trên đó bắt đầu mềm đi. Một tuyên bố từ Nornickel tuyên bố: "Do sụt lún đột ngột các bệ đỡ đã dùng hơn 30 năm mà không có vấn đề gì, do đó bể chứa nhiên liệu diesel đã bị hỏng, dẫn đến rò rỉ nhiên liệu."
Vụ tràn dầu đã ảnh hưởng một khu vực gần nhất của 180.000 mét vuông, sau đó tràn sang con sông lân cận Daldykan, một nhánh của sông Ambarnaya, diện tích khu vực bị ô nhiễm 350 kilômét vuông. Những nỗ lực dọn dẹp được dự đoán là khó khăn vì không có đường và những con sông quá cạn cho thuyền và xà lan. Ước tính chi phí ngay lập tức cho các hoạt động cứu trợ khẩn cấp sẽ là 10 tỷ rúp (146 triệu đô la Mỹ), với tổng chi phí làm sạch là 100 tỷ rúp (1,5 tỷ đô la Mỹ), sẽ mất từ 5 đến 10 năm.

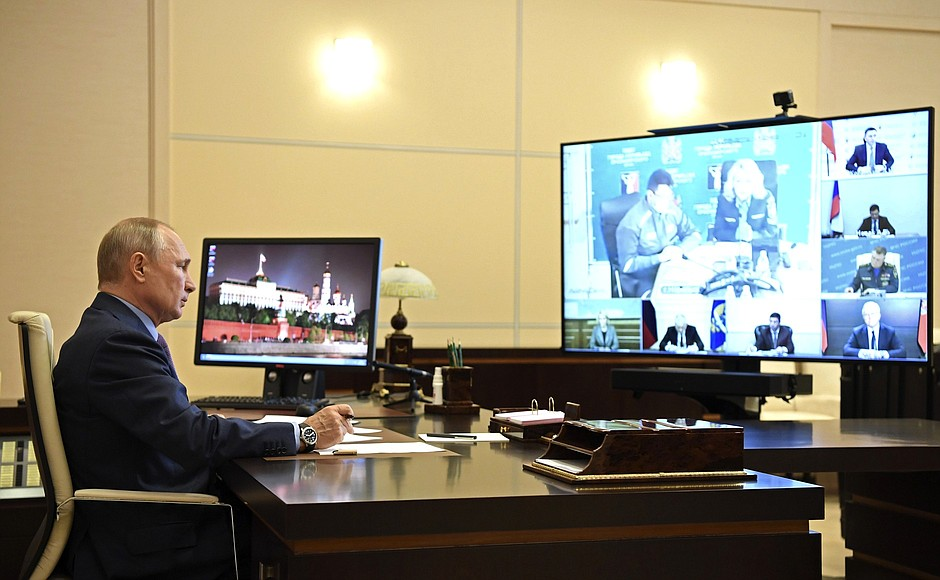
Tổng thống Putin chủ trì cuộc họp về sự cố tràn nhiên liệu vào ngày 3 tháng 6 năm 2020

Trong cuộc họp được truyền hình trực tiếp vào ngày 3 tháng 6 năm 2020 dành cho quản lý thảm họa, Tổng thống Putin đã hỏi Sergei Lipin, người đứng đầu NTEK: "Tại sao các cơ quan chính phủ chỉ tìm hiểu về điều này hai ngày sau khi thực tế? Chúng ta sẽ tìm hiểu về các tình huống khẩn cấp từ phương tiện truyền thông xã hội ?"

## Hậu quả
Ủy ban điều tra của Nga đã mở một cuộc điều tra hình sự về sự cố tràn dầu. Người đứng đầu xưởng sản xuất nồi hơi của nhà máy điện đã bị giam giữ trước tù, bị buộc tội vi phạm các quy định và sơ suất về môi trường. Yevgeny Zinichev, người đứng đầu Bộ Tình trạng khẩn cấp của Nga, tuyên bố rằng nhà máy điện đã không báo cáo sự cố trong hai ngày, trong khi cố gắng tự mình ngăn chặn tình huống này.
Tổng thống Vladimir Putin đã tuyên bố tình trạng khẩn cấp khu vực sau sự cố tràn dầu, và chỉ trích chính quyền địa phương vì phản ứng chậm. Ông cũng chỉ trích Vladimir Potanin, chủ sở hữu của Norilsk Niken, vì đã không duy trì đúng mức an toàn của các thùng nhiên liệu tại nhà máy. Putin đã ra lệnh cho các quan chức sửa đổi luật pháp Nga để ngăn chặn các vụ tai nạn tương tự trong tương lai.
Hậu quả của sự cố tràn dầu, lên tới 21.000 mét khối (17.500 tấn) dầu diesel tràn ra sông Daldykan. Hòa bình xanh Nga đã so sánh các tác động môi trường tiềm ẩn của sự cố tràn dầu Norilsk với sự cố tràn dầu Exxon Valdez năm 1989.
Vào ngày 4 tháng 6 năm 2020, truyền hình nhà nước Nga đưa tin rằng sự cố tràn dầu đã được ngăn chặn bằng cách sử dụng một loạt các vụ các vật chắn được xây dựng đặc biệt trên sông Ambarnaya.
Sau hậu quả của vụ tràn dầu Norilsk, văn phòng Tổng công tố viên Nga đã ra lệnh kiểm tra an toàn tại tất cả các vị trí nguy hiểm được xây dựng trên vùng băng vĩnh cửu ở Bắc Cực của Nga.